# Volintirești
Volintirești es una localidad rumana de la comuna de Alexandru Ioan Cuza, en el condado de Iași.

## Geografía
La localidad está ubicada en la margen izquierda del río Siret.

## Historia
Hacia comienzos del siglo XX la localidad, que por entonces formaba parte de la comuna de Heleșteni, perteneciente al antiguo condado de Roman, tenía contabilizada una población de 430 habitantes. En la segunda mitad del siglo XX la localidad había pasado a formar parte de la comuna de Alexandru Ioan Cuza, en el condado de Iași.